# Bulla timpánica
La bulla auditiva, bulla timpánica o ampolla auditiva se refiere a la pared ventral cartilaginosa u ósea de la cavidad timpánica del oído medio. Es un carácter importante en el estudio evolutivo de los mamíferos. Puede ser tanto una estructura inflada como una lámina plana. Cuando se encuentra inflada, aumenta el volumen de la cavidad del oído medio y con ello también la sensibilidad auditiva.

## Superficies
Su superficie postero-superior es cóncava y forma la pared anterior, el piso y parte de la pared posterior del canal auditivo óseo.
Medialmente, presenta un estrecho surco, el  surco timpánico , para la unión de la membrana timpánica.
Su superficie antero-inferior es cuadrilátera y ligeramente cóncava; constituye el límite posterior de la fosa mandibular, y está en contacto con la parte retromandibular de la glándula parótida.

## Bordes
Su borde lateral es libre y áspero, y da unión a la parte cartilaginosa del canal auditivo. Internamente, la parte timpánica está fusionada con la porción petrosa, y aparece en el ángulo de retroceso entre ella y la parte escamosa del hueso temporal, donde se encuentra debajo y lateral al orificio del tubo auditivo. Posteriormente, se fusiona con la parte escamosa del hueso temporal y la parte mastoides, y forma el límite anterior de la fisura timpánica.
Su límite superior se fusiona lateralmente con la parte posterior de la apófisis postgenoidea, mientras que medialmente limita la fisura petrotímpica.
La parte medial del borde inferior es fina y afilada; su parte lateral se divide para encerrar la raíz de la apófisis estiloides, y por ello se le denomina  la apófisis vaginal.

## El canal auditivo
La porción central de la parte timpánica es delgada, ya que da lugar a los dos tercios óseos internos del canal auditivo, y en el 5 - 20% de los cráneos la superficie inferior está perforada por un agujero, el foramen de Huschke  que se abre en la articulación temporomandibular debido a la fusión incompleta de las prominencias anteriores y posteriores durante el desarrollo.
La porción ósea del canal auditivo tiene casi 2 cm de largo y se dirige hacia adentro y ligeramente hacia adelante: al mismo tiempo forma una leve curva, de modo que el piso del canal es convexo hacia arriba. En la sección sagital presenta una forma ovalada o elíptica con el eje largo dirigido hacia abajo y ligeramente hacia atrás. Su pared y piso anterior y la parte inferior de su pared posterior están formados por la parte timpánica; el techo y la parte superior de la pared posterior por la parte escamosa del hueso temporal. Su extremo interior está cerrado, por la membrana timpánica que se origina en el surco timpánico; el límite superior de su orificio exterior está formado por la raíz posterior de la apófisis cigomática, inmediatamente debajo de la cual se ve a veces una pequeña espina, la espina supramamatinal, situada en la parte superior y posterior del orificio.
La bulla auditiva (pl. bullae) es una estructura ósea hueca en la parte ventral y posterior del cráneo que encierra partes del oído medio e interno. En la mayoría de las especies, está formada por la parte timpánica del hueso temporal.

## División a los mamíferos euterios de acuerdo a la composición de su bulla timpánica
Existen numerosos huesos que contribuyen a la formación de la bulla auditiva, pero suele predominar uno. Novacek (1977) dividió a los mamíferos euterios en 6 grupos de acuerdo a la composición de su bulla timpánica: 
1. Aquellos donde la bulla está formada principalmente por el hueso endotimpánico, un hueso de neoformación en mamíferos. (Algunos carnívora, quirópteros, dermopteros, edentados, hyracoideos, macroscelideos)
2. Aquellos donde la bulla está formada principalmente por el hueso ectotimpático, un hueso membranoso derivado del hueso angular de la mandíbula inferior de los reptiles.
3. Aquellos donde la bulla está formado principalmente por el hueso petroso.
4. Aquellos donde la bulla está formada principalmente por el basiesfenoides (y secundariamente por el petroso).
5. Aquellos euterios que tienen una bulla cartilaginosa que nunca osifica.
6. Aquellos que no poseen bulla y el ectotimpánico forma un anillo en la abertura externa del oído medio.

A estos grupos hay que sumarle la bulla que aparece en algunos grupos de marsupiales, que se encuentra formada principalmente por el aliesfenoides.

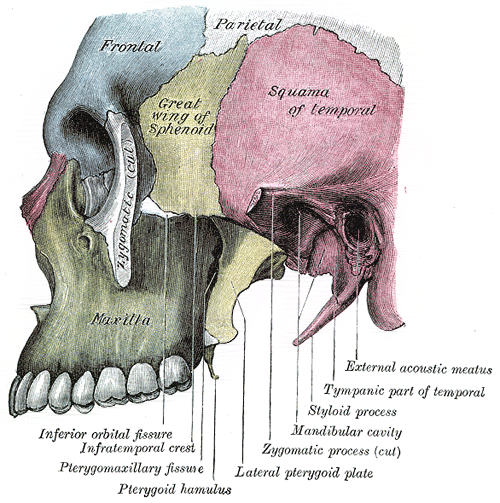
Fosa infratemporal izquierda.
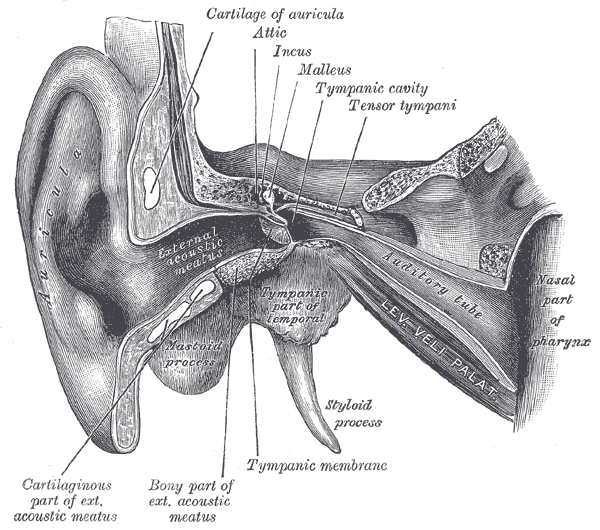
Oído externo y oído medio. Lado derecho.
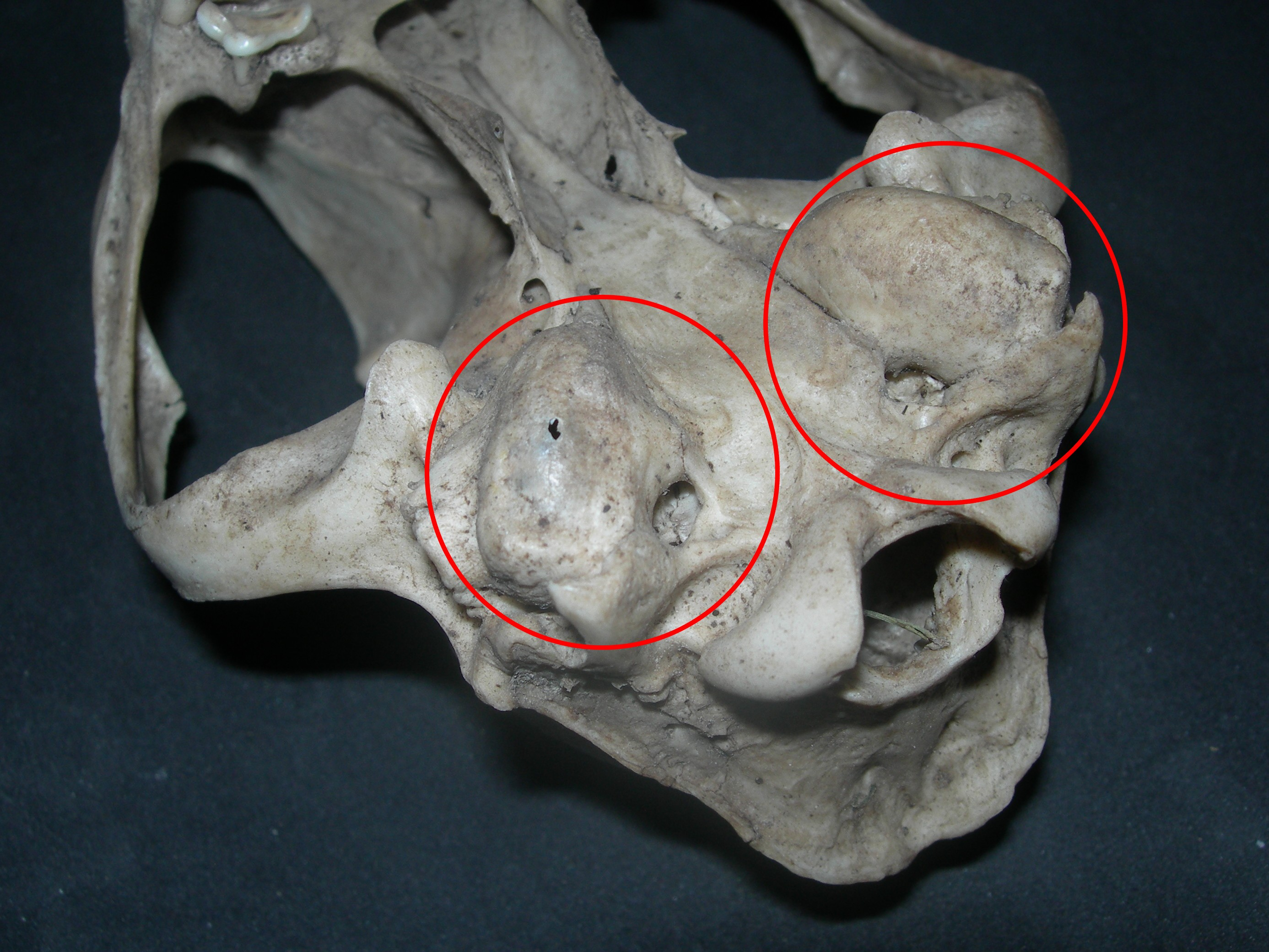
Bulla timpánica en un zorro rojo.